# Львов, Алексей Михайлович
Князь Алексей Михайлович Львов (1580-е — 8 февраля 1653) — русский государственный деятель (дворецкий боярин) из княжеского рода Львовых. Фактический руководитель правительства Михаила Фёдоровича в последние годы его жизни. 

## Биография
Средний сын князя Михаила Даниловича Львова. Имел братьев, князей: Петра и погибшего под Москвой Василия Михайловичей. Дядя князей Львовых: Дмитрия, Василия и Семёна Петровичей.
В 1607 году Василий Шуйский послал Алексея Михайловича взять Арзамас. В 1610 году назначен воеводой в Нижний Новгород. В 1612 году участвовал во втором ополчении, сподвижник Д. М. Пожарского.
В 1613 году подписался тридцать шестым под грамотой об избрании Михаила Фёдоровича Романова на царство, сопровождал царя с его матерью из Ипатьевского монастыря в Москву, от имени царя привёз грамоты Земскому собору, в день коронации 11 июля шел в Успенский собор в числе 10 стольников перед Государем, а на следующий день после коронации царя, стольник, смотрел в кривой государев стол в Золотой палате.
В январе 1614 года подписал пятым жалованную грамоту, данную Собором духовных властей, бояр и всех государственных чинов боярину и князю Трубецкому на его отчину — Вагу с волостями за очищение Москвы от поляков. В этом же году воевода в литовском походе, ему вместе с Перфилием Секириным указано идти войной в литовские земли, собираться в Калуге, откуда через Брянск идти на Кричевские места.
В 1615 году был назначен воеводой в Рыльск. В 1616 году послан в Нижний Новгород собирать ратных людей и идти вместе с ними против изменивших царю казанских татар и луговой черемисы.
В 1618—1620 года направлен вторым воеводой в Астрахань, где на воеводстве переманил кочевавших в Крымском ханстве нагаев на московскую сторону, взял в заложники нагайских мурз, их детей и лучших улусных людей, переманил из под Хивы и Бухары в Астрахань Аблу-мурзу с братьями и племянниками и 15.000 тысяч улусных людей, взяв с них шерсть (присягу).
В 1621 году участвовал в свадебном посольстве к Христиану Датскому (племянницу короля принцессу Доротею сватали за царя Михаила Фёдоровича; миссия успеха не имела). По возвращении из посольства назначен «товарищем» в Поместный приказ. В 1625 году отправлен послом к датскому королю.

В 1626 году пожалован в дворецкие. В этом же году, бил челом государю о пожаловании его вотчиной, так как все приказные люди бывшие в 1618 году в осаде Москвы получили вотчины, а он находясь на воеводстве в Астрахани ничего не получил, описал свои службы и после разбора пожалован 20 четвертями с каждой 100 четвертей поместной земли в вотчинную (всего получил 600 четвертей), в феврале на бракосочетании царя Михаила Фёдоровича и Евдокии Лукьяновны Стрешневой за государевом поставцем сидел во время государева стола в Грановитой палате и представлял Государю дары патриарха Филарета в Золотой палате, лично при этом присутствовавшего. В этом же году первый судья в Судно-Дворцовом приказе, ведавшего закупками товаров, заготовкой для дворца всяких столовых припасов, все дворцовые расходы в государстве, соляную раздачу, ему же были подсудны монастыри (до учреждения при Алексее Михайловиче Монастырского приказа). В течение 20 лет (1627—1647) возглавлял Приказ Большого Дворца. В результате энергичных усилий Львова пост дворецкого приобрёл небывалое до того значение, а сам князь стал одним из влиятельнейших при дворе бояр. После смерти Ивана Борисовича Черкасского (ум.1642) Львов решительно превосходил по влиянию нелюбимого многими главу правительства Фёдора Ивановича Шереметева. 

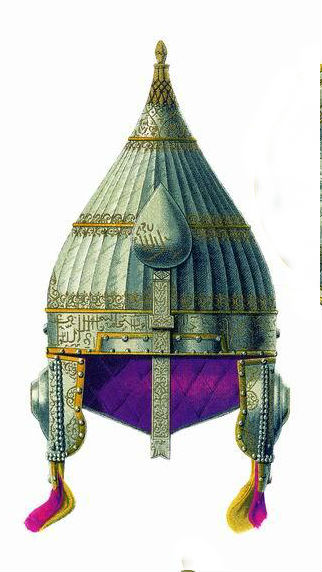
Шапка-ерихонка А. М. Львова

В 1627 году пожалован в кравчии во «дворце и у сеъсти Кравчий». В 1627/28 году пожалован окольничим. В 1630 и 1631 году присутствовал при приёме шведского посла Антона Монира. В июле 1632 года собирал подводы со дворов, и в этом же месяце назван суздальским наместником и вторым в ответе с голландскими послами, где местничал с князем Хилковым.
В 1634 году послан послом в Польшу. Посольство закончилась подписанием Поляновского договора. За участие в подготовке и подписании которого, он был пожалован 05 июля 1640 года в бояре, а также ему подарена шуба золотая на соболях в 160 рублей, кубок серебряный, придачей к должностному окладу 80 рублей, и земли из поместной в вотчинную в 800 четвертей, а также был приглашён на обед к Государю.
В октябре 1635 года послан первым послом к польскому королю для утверждения мира и для возвращения из Польши тела царя Василия Ивановича Шуйского, его брата Дмитрий с женою, назывался при этом Ярославским князем. По возвращении из посольства, в июле 1636 года, приглашен в Столовую палату на обед к Государю, где пожалован шубой в 230 рублей, серебряным кубком и придачей у окладу 100 рублей.
В августе 1637 года второй в ответе с польскими посланниками. В 1638 году ездил с Государем в Троице-Сергиев монастырь, с апреля второй воевода в Туле для охранения от прихода крымцев. В январе 1639 года дневал и ночевал у гроба царевича Ивана Михайловича, а в апреле у гроба царевича Василия Михайловича. В 1639—1641 годах приглашался к царскому столу во время именин царя и его семьи, на Пасху и другие церковные праздники.
В марте 1642 года послан от царя к духовным властям с запечатанными жребиями для избрания Патриарха московского, и перед которыми он от имени Государя говорил речь. Относил к Государю проголосованные жребии и вновь возвратился к духовным властям объявить об избрании на московское патриаршество и поздравить об избрании по жребию архимандрита Симонова монастыря — Иосифа. В апреле представлял царице вновь избранного патриарха.
В январе 1644 году представлял Государю и царевичу Алексею Михайловичу в Грановитой палате датского королевича Вольдемара, которого царь Михаил Фёдорович наметил в женихи своей старшей дочери царевне Ирине Михайловне, во время обеда в его честь сидел за государевым поставцем, а после стола, по царскому указу, ездил потчивать королевича к нему на Царёво-Борисов двор, от царя посылался к нему спрашивать о его здоровье.
В конце февраля 1644 года отправлен полномочным послом в Польшу. Миссия заключалась в ведении переговоров о царском титуле и размежевании путивльских земель, а также о выдаче двух самозванцев: лже-Ивана Дмитриевича и лже-Симеона Шуйского. Оба выдавали себя за московских царевичей. При этом, «царевич Симеон» бесследно исчез, а по делу «царевича Ивана» удалось достичь договорённости, согласно которой, самозванец прибудет в Москву для личного объяснения с царём. По возвращении из посольства, за службу, на обеде у Государя, пожалован в ноябре «дворецким с путём» с ярославскими Ловецкими слободами, шубой бархатной золотой, кубком и денежной придачей к окладу. По назначении в посольство с ним местничал Григорий Гаврилович Пушкин, при разборе выяснилось, что Пушкин местничал «не делом», за что посажен в тюрьму на несколько дней.
В сентябре 1646 году стоял при пожаловании боярства князю Алексею Никитичу Трубецкому и боярства Никите Ивановичу Романову, а после ездил с государем в Троице-Сергиев монастырь.
Во время восстания 1648 г. в Москве двор Львова (как и дворы ряда других бояр) был разграблен. В ноябре 1648 года был при польских послах. В январе, на бракосочетании царя Алексея Михайловича с Марией Ильиничной Милославской ходил третьим перед Государем и во время торжественного обеда сидел за государевым поставцем.
В марте 1652 года, на государевы именины, по собственному челобитью князя Алексея Михайловича Львова, за старостью от службы отставлен.

С восшествием на престол Алексея Михайловича в 1645 году пришлось уступить первенство Борису Ивановичу Морозову. 

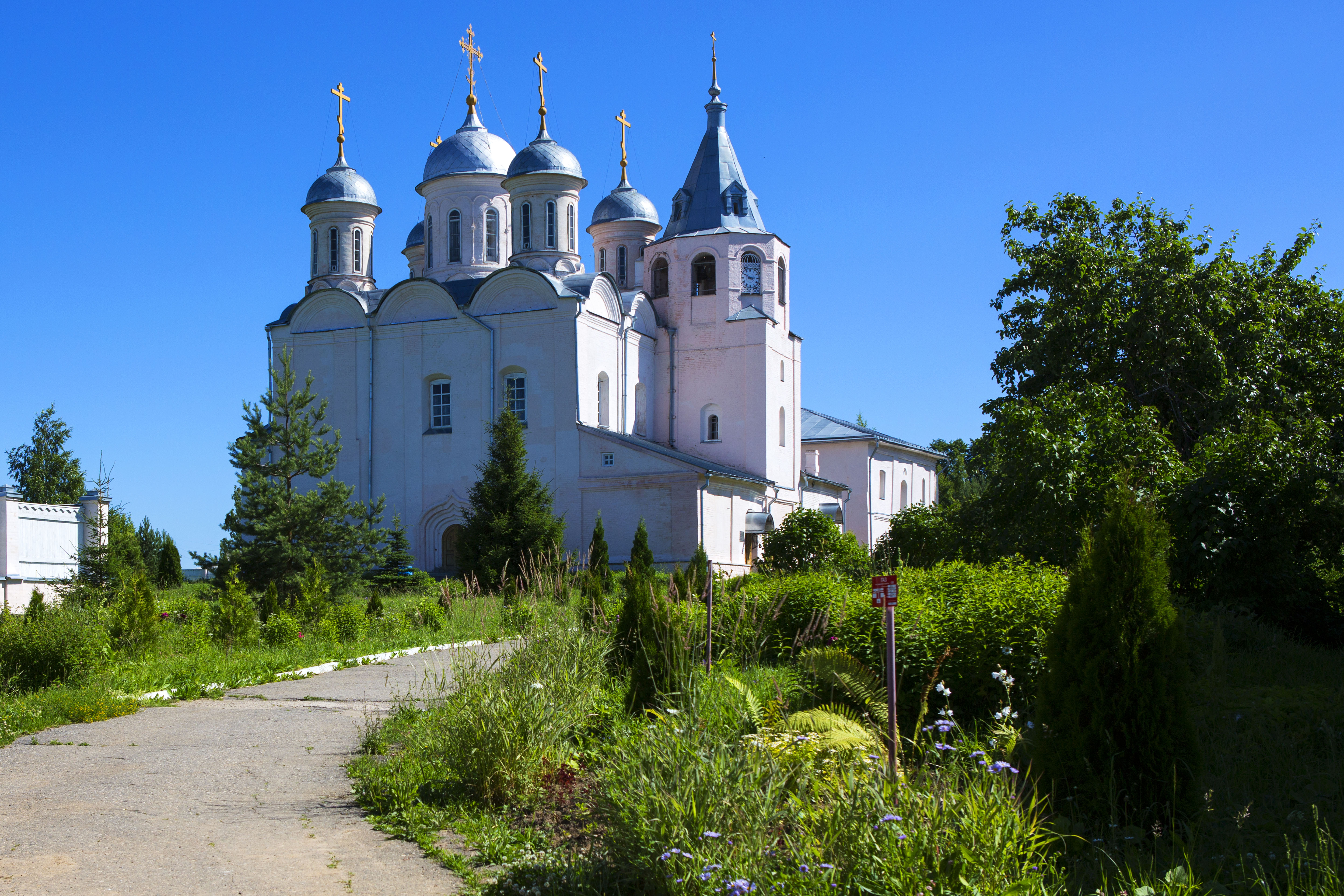
Один из храмов, построенных иждивением князя Львова в Паисиево-Галичском монастыре

Умер в 1653 году. Похоронен на территории Спасо-Преображенского монастыря в Ярославле. Могила не сохранилась, однако надгробная плита хранится в галерее подклета Спасского собора.

## Поместья
За службу он был жалован вотчинами в Московском, Галичском, Рязанском и Кашинском уездах (в последнем владел волостью Кимры с деревнями и пустошами).
Пожалование князя Львова «дворецким с путём» по царской грамоте от 23 марта 1645 года соединялось в многочисленной выгодой. В этой грамоте перечислены все те слободы в Ярославле (на посаде и в самом городе) и в Ярославском уезде. На посаде пожалованы следующие слободы: Дрюлина, Толчкова, Коровницкая, Благовещенская, Тверицкая, Петровская, Кондаковская. В самом городе Ловецкая, что в зарядье, а за острогом «ловецкие дворы в улице Киселих». В Ярославском уезде рыбные ловецкие слободы: Норская, Борисоглебская и Рыбная. Таможенные пошлины с крестьян, а также с купцов и продавцов и всякие денежные доходы обязаны были собирать в пользу князя Львова выборные люди этих слобод, согласно уставной грамоте, выданной крестьянам, царём Фёдором Ивановичем в 1584 году. Кроме того, князю Львову предоставлялось право пользования прибылью с кабака, что в Ярославском посаде и за городом на Горках. Известную часть пошлин, взимаемых в Москве в приказе Большого дворца, царь велел отчислять князю Львову.

## Семья
Был четырежды женат, но детей не имел. Самая известная из его жён — первая жена Евлампия Михайловна Нагая (ум. 1622), дочь родного брата царицы Марии Фёдоровны Михаила Фёдоровича Нагого.